# The Sims: Gozando a Vida
The Sims: Gozando a Vida (conhecido como The Sims: Livin' Large na América do Norte e na Oceania e The Sims: Livin' It Up no Reino Unido e na Finlândia) é o primeiro pacote de expansão lançado para o jogo eletrônico The Sims. Foi desenvolvido pela Maxis e publicado pela Eletronic Arts em 2000. O pacote requer o jogo principal The Sims.

## Jogabilidade
O jogo apresenta novos NPCs, como o Servo, o Palhaço Trágico e a Morte. Papai Noel virá se o Sim deixar algumas bolachas ao lado de uma árvore de Natal e uma lareira. Papai Noel vai deixar presentes debaixo da árvore. O Palhaço Trágico visita Sims deprimidos que possuem a pintura do Palhaço Trágico para animá-los, sempre fracassando miseravelmente. Os Sims podem contrair uma doença de uma mordida pela cobaia incluída nesta expansão. A morte realiza os ritos finais para Sims falecidos. Os Sims vivos podem pedir à Morte que salve esse Sim em particular, o que resultará em três resultados possíveis: morte, ressurreição ou um zumbi. Servo é um NPC comprável que pode ser comprado por 15.000 simoleons, que tem a capacidade de limpar, consertar, reparar e servir refeições.
Gozando a Vida vem com muitos novos objetos, como uma bola de cristal, guitarra elétrica, conjunto de química e lâmpada mágica. Alguns dos objetos tinham novos NPCs associados a eles. Por exemplo, um gênio aparece da lâmpada mágica e uma cabine vem com um Servo.
Vários bairros foram introduzidos neste pacote de expansão, permitindo que o jogador tenha até cinco novos.